# Diaphone eumela
Diaphone eumela är en fjärilsart som beskrevs av Stoll 1781. Diaphone eumela ingår i släktet Diaphone och familjen nattflyn. Inga underarter finns listade i Catalogue of Life.

## Bildgalleri

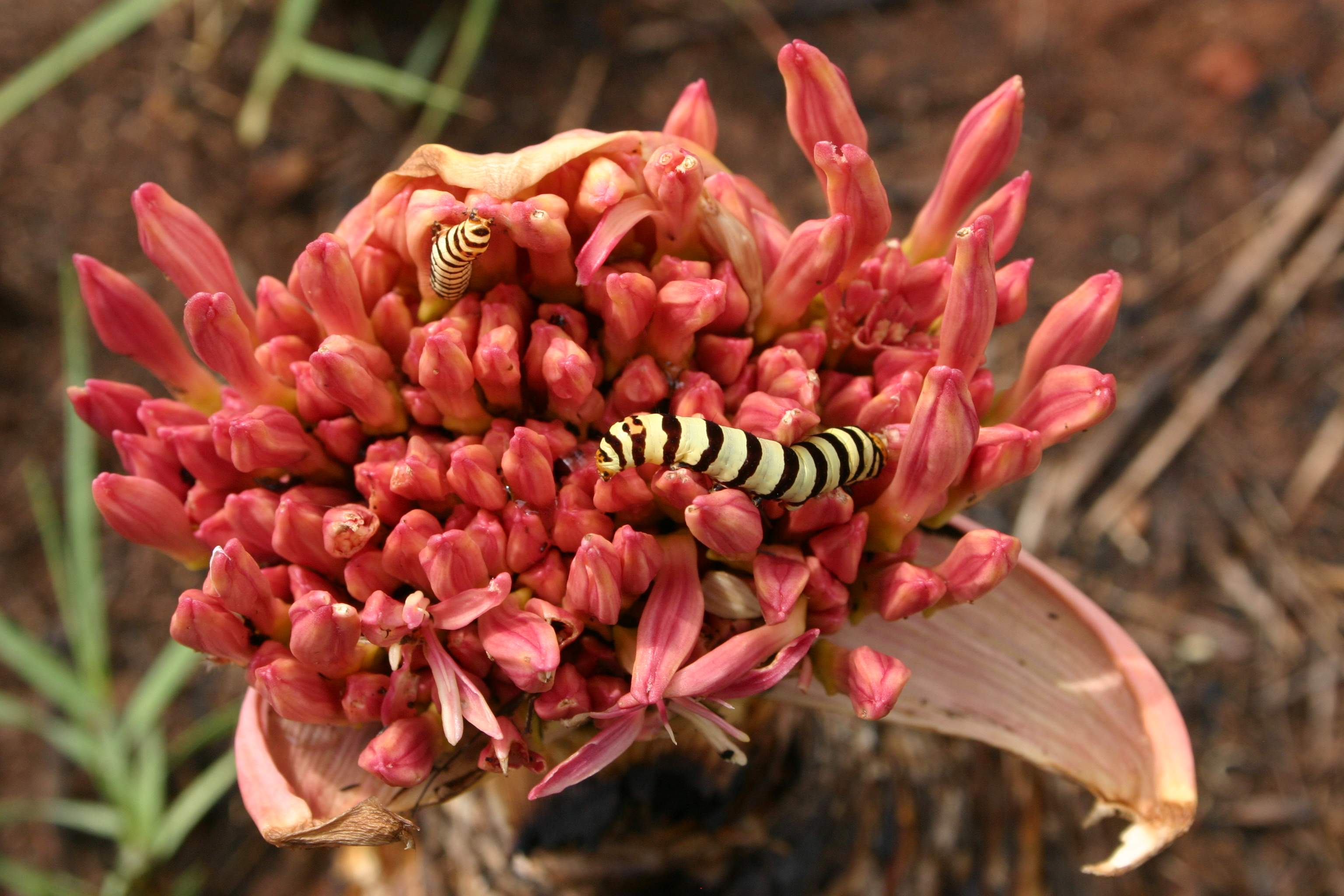
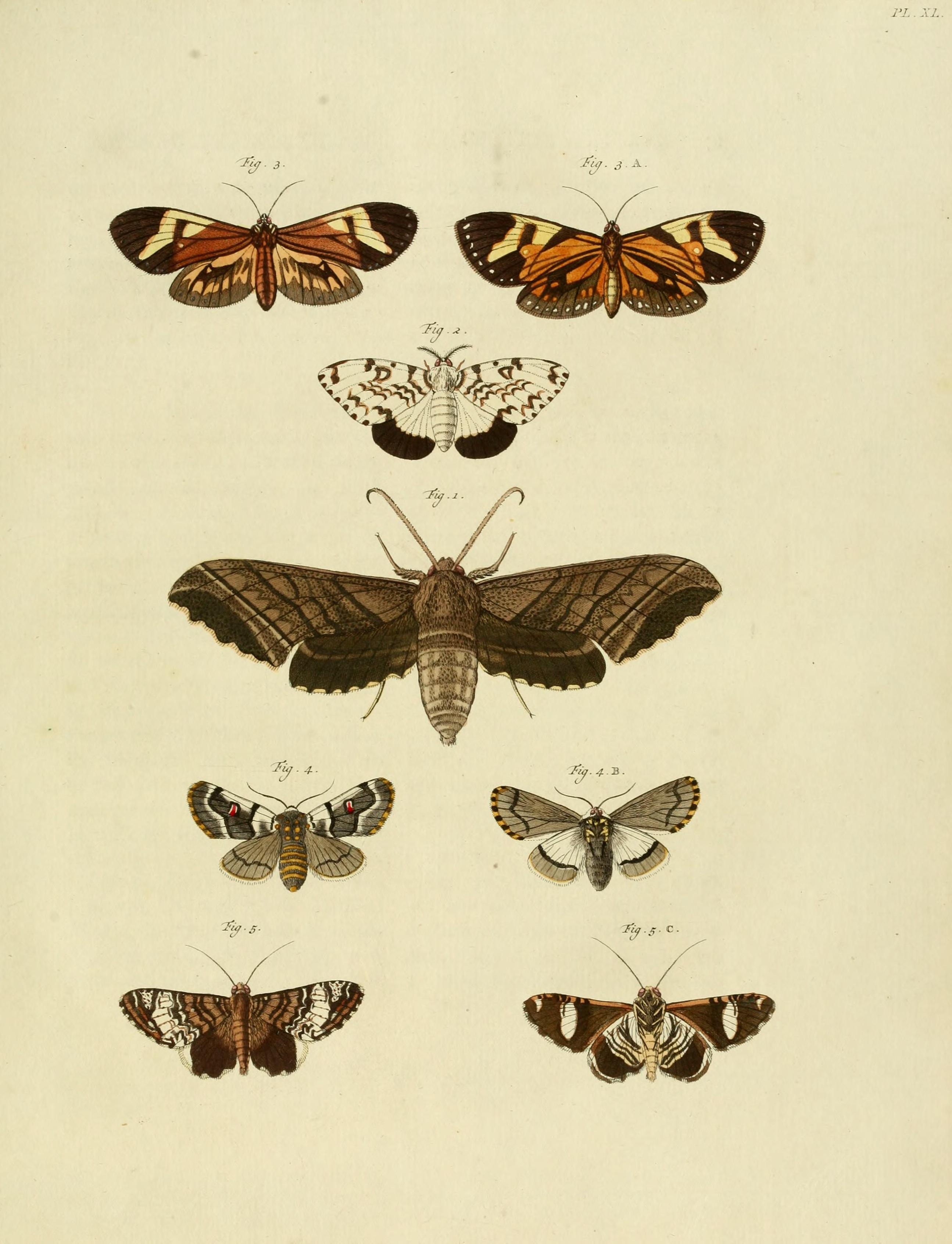
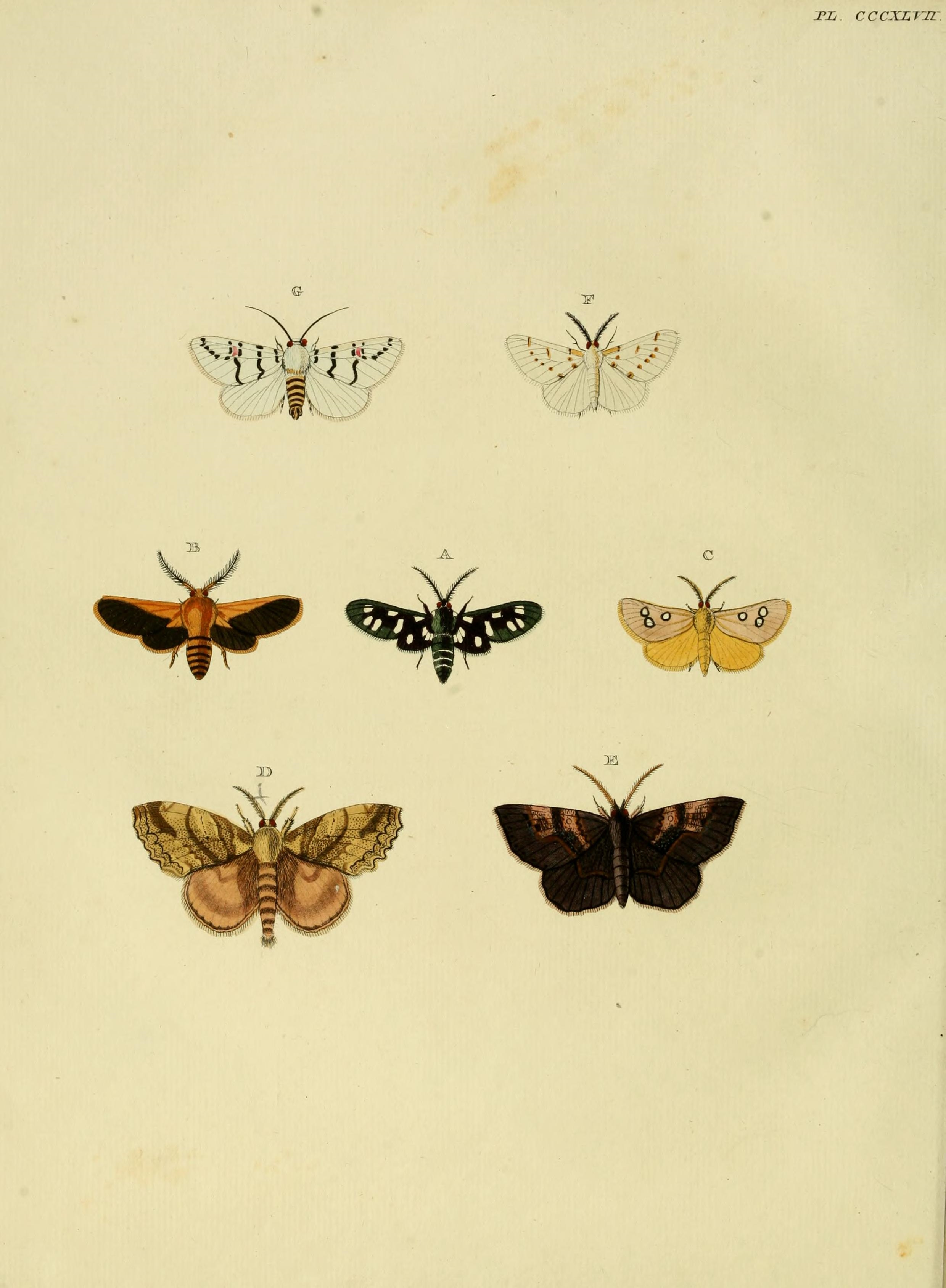
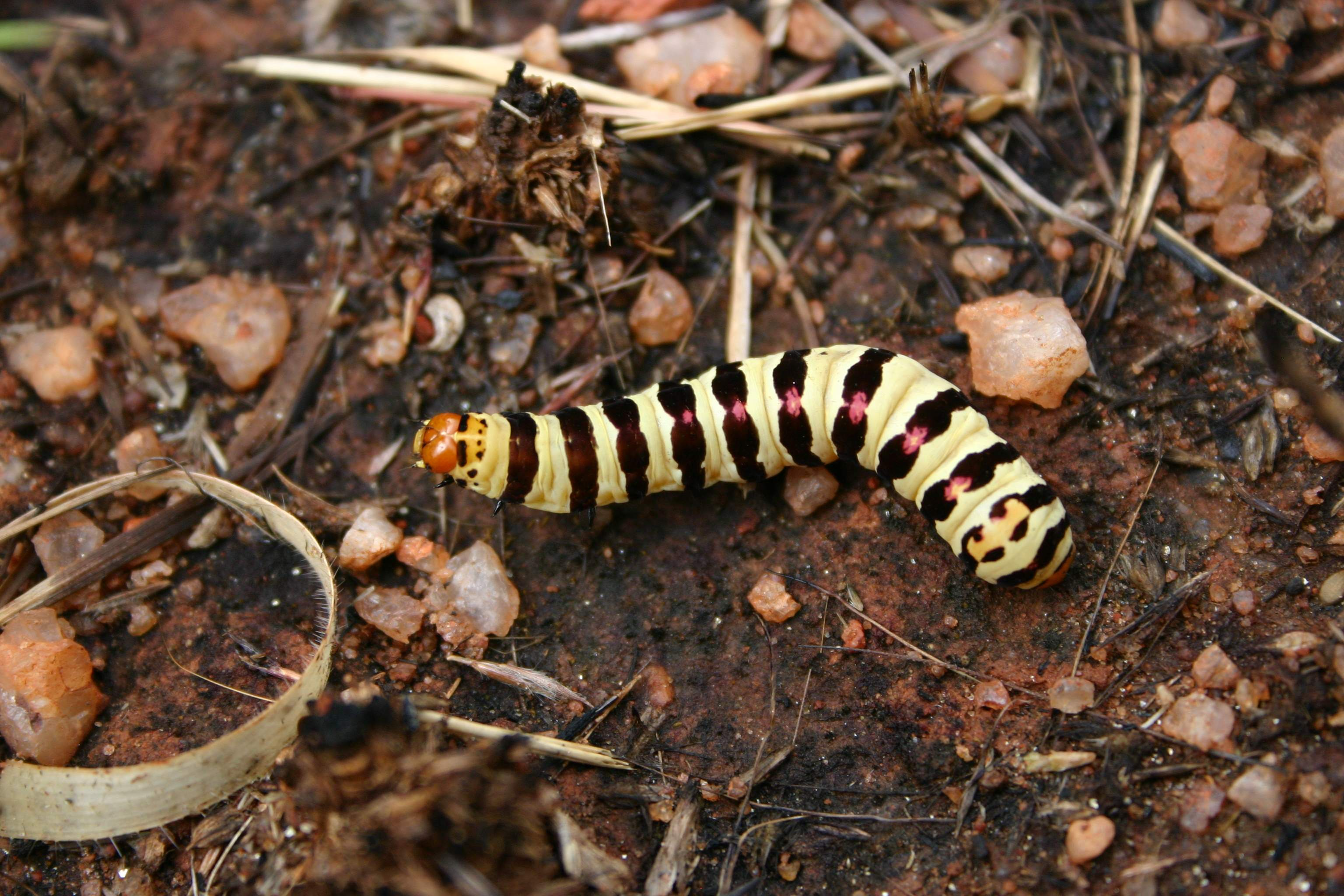